# Mormonismo e a poligamia

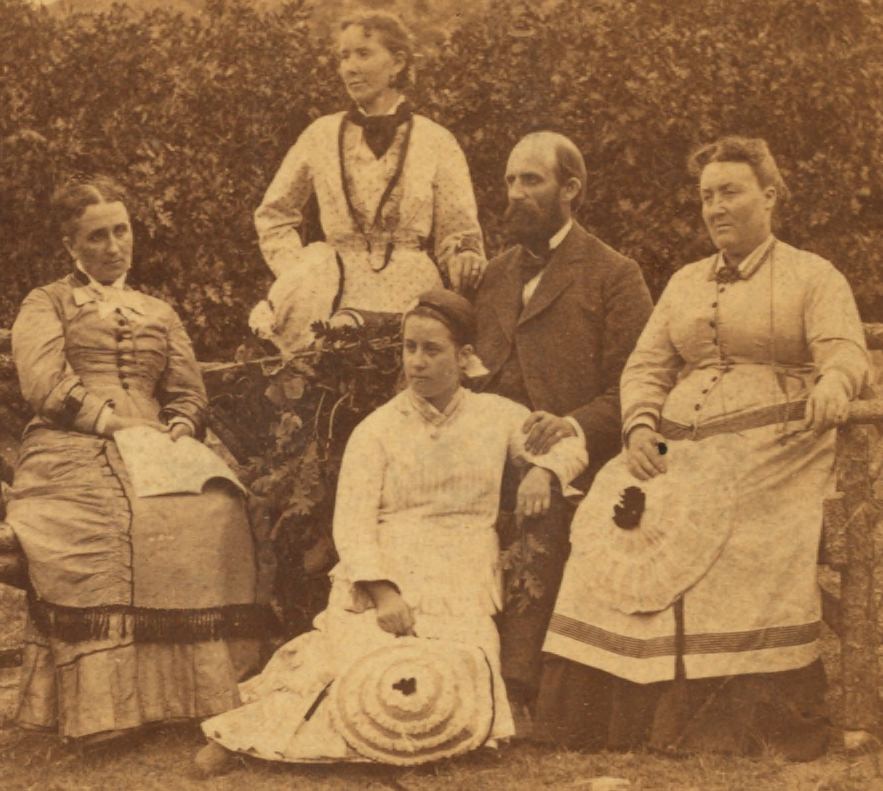
"Um Santo mórmon e suas esposas", por Charles Weitfle (ca.1878–1885).

A poligamia (chamada de casamento plural pelos Santos dos Últimos Dias no século 19 ou o Princípio por praticantes fundamentalistas modernos da poligamia) foi praticada por líderes de A Igreja de Jesus Cristo dos Santos dos Últimos Dias (Igreja SUD) por mais da metade do século XIX. século, e praticado publicamente entre 1852 e 1890 por cerca de 20 e 30 por cento das famílias santos dos últimos dias.
A prática da poligamia dos Santos dos Últimos Dias tem sido controversa, tanto na sociedade ocidental quanto na própria Igreja Mórmon. Os Estados Unidos ficaram fascinados e horrorizados com a prática da poligamia, com a plataforma republicana ao mesmo tempo referenciando "as relíquias gêmeas da barbárie - poligamia e escravidão". A prática privada da poligamia foi instituída na década de 1830 pelo fundador Joseph Smith. A prática pública do casamento plural pela igreja foi anunciada e defendida em 1852 por um membro do Quórum dos Doze Apóstolos, Orson Pratt, a pedido do presidente da igreja Brigham Young .
Por mais de 60 anos, a Igreja Mórmon e os Estados Unidos estavam em desacordo sobre o assunto: a igreja defendia a prática como uma questão de liberdade religiosa, enquanto o governo federal buscava agressivamente erradicá-la, de acordo com a opinião pública majoritária. A poligamia foi provavelmente um fator significativo na Guerra de Utah de 1857 e 1858, dadas as tentativas republicanas de pintar o presidente democrata James Buchanan como fraco em sua oposição à poligamia e à escravidão. Em 1862, o Congresso dos Estados Unidos aprovou o Lei Morrill Anti-Bigamia, que proibia o casamento plural nos territórios. Apesar da lei, os santos dos últimos dias continuaram a praticar a poligamia, acreditando que ela era protegida pela Primeira Emenda. Em 1879, em Reynolds v. Estados Unidos, a Suprema Corte dos Estados Unidos confirmou a Lei Morrill, afirmando: "As leis são feitas para o governo das ações e, embora não possam interferir com a mera crença e opinião religiosa, podem interferir com as práticas".
Em 1890, quando ficou claro que Utah não seria admitido na União enquanto a poligamia ainda fosse praticada, o presidente da igreja Wilford Woodruff emitiu um Manifesto que encerrou oficialmente a prática da poligamia. Embora este Manifesto não tenha dissolvido os casamentos então existentes, as relações com os Estados Unidos melhoraram marcadamente após 1890, de modo que Utah foi admitido como estado dos EUA em 1896. Após o Manifesto, alguns membros da igreja continuaram a entrar em casamentos polígamos, mas estes eventualmente pararam em 1904, quando o presidente da igreja Joseph F. Smith rejeitou a poligamia perante o Congresso e emitiu um " Segundo Manifesto ", pedindo que todos os casamentos plurais na igreja acabassem e estabeleceu a excomunhão como consequência para aqueles que desobedeceram. Vários pequenos grupos "fundamentalistas", buscando continuar a prática, se separaram da Igreja Mórmon, incluindo os Irmãos Unidos Apostólicos (AUB) e a Igreja Fundamentalista de Jesus Cristo dos Santos dos Últimos Dias (Igreja FLDS). Enquanto isso, a Igreja SUD continua sua política de excomungar membros encontrados praticando poligamia, e hoje procura ativamente se distanciar de grupos fundamentalistas que continuam a prática. Em seu site, a igreja afirma que "a doutrina padrão da igreja é a monogamia" e que a poligamia era uma exceção temporária à regra.
Até os dias atuais, vários ramos da igrejas e grupos do movimento Santos dos Últimos Dias continuam a praticar a poligamia.